# Lago Niederwald
El lago Niederwald (en alemán: Niederwaldsee) es un lago situado al sur de la ciudad de Fráncfort del Meno, en el distrito rural de Groß-Gerau, en el estado de Hesse (Alemania); tiene un área de 6 hectáreas.